# Chasse-sur-Rhône
Chasse-sur-Rhône là một xã thuộc tỉnh Isère, vùng Auvergne-Rhône-Alpes đông nam nước Pháp. Xã này nằm ở khu vực có độ cao từ 145-290 mét trên mực nước biển.